# Bozeman
Bozeman ist eine Stadt in den Vereinigten Staaten, liegt im Gallatin County, Montana und ist gleichzeitig Sitz der Countyverwaltung (County Seat). Das U.S. Census Bureau hat bei der Volkszählung 2020 eine Einwohnerzahl von 53.293 ermittelt.

## Geographie
Die Stadt liegt nordöstlich des geografischen Zentrums des Countys im Südwesten von Montana im Tal des Gallatin River und hat eine Fläche von 32,6 km². Die Interstate 90 führt durch Bozeman.
Unweit liegt der Bozeman Yellowstone International Airport (früher Gallatin Field), einer der größten Flughäfen Montanas. In relativer Nähe liegt auch das Paradise Valley.

## Geschichte
Über viele Jahre hinweg durchquerten verschiedene indigene Völker Nordamerikas, darunter die Shoshone, Nez Perce, Blackfeet, Flathead, die Crow und die Sioux, das Gebiet, das als „Tal der Blumen“ bekannt war. 
Das Gallatin Valley, in dem die Stadt Bozeman liegt, gehörte hauptsächlich zum traditionellen Siedlungsgebiet der Crow. Die Stadt wurde 1864 gegründet und nach dem Pionier John Bozeman benannt, der über den Bozeman Trail Siedler in die Gegend führte.

## Demographie
Zur Volkszählung im Jahr 2000 wohnten in der Stadt 27.509 Einwohner in 10.877 Haushalten, von denen 22,3 % Kinder unter 18 Jahren haben und 36 % verheiratete Partner sind. Insgesamt 5.014 Familien. Die durchschnittliche Haushaltsgröße ist 2,26 Personen, die durchschnittliche Familiengröße 2,85 Personen. Die Bevölkerungsdichte beträgt 843,0/km². In Bozeman stehen 11.577 Wohneinheiten. Die Bevölkerung setzt sich zusammen aus 94,73 % Weißen, 0,33 % Afroamerikanern und 1,24 % indianischen Ursprungs sowie 1,62 % Asiaten. 1,47 % der Bevölkerung gehören mehreren Ethnien an.
16,0 % der Einwohner sind unter 18 Jahren alt, 33,0 % im Alter zwischen 18 und 24 Jahren, 28,6 % zwischen 25 und 44, 14,4 % zwischen 45 und 64 und 8,0 % haben das 65. Lebensjahr bereits überschritten. Das Durchschnittsalter beträgt 25 Jahre.
Auf 100 Frauen kommen 111,2 Männer.
Das mittlere Haushaltseinkommen beträgt $32.156. Männer verdienen im Schnitt $28.794, Frauen $20.743. Das Pro-Kopf-Einkommen ist $16.104. 20,2 % der Gesamtbevölkerung und 9,2 % der Familien leben unter der Armutsgrenze, darunter fast fünfzehn Prozent Minderjährige.

## Bildung
Der wichtigste Standort des Montana State University System, die Montana State University, Bozeman, hat hier seinen Sitz.

## Bauwerke
- First Presbyterian Church, eingetragen im National Register of Historic Places

## Trivia
- Im Star-Trek-Universum findet der erste Kontakt zwischen der Menschheit und Außerirdischen 2063 in der Nähe der Stadt Bozeman statt.[5] Neben dem Film Star Trek: Der erste Kontakt, der zum Großteil dort spielt, wird die Stadt daher auch in weiteren Folgen erwähnt. Dies ist als Hommage an den Franchise-Produzenten und Autor Brannon Braga zu sehen, der aus Bozeman stammt. Des Weiteren ist die Stadt Namensgeber für ein Raumschiff, das mehrfach eine Rolle spielt.[6]
- In der Folge Terror in der Stadt der Rosen der Fernsehserie The Big Bang Theory wird Bozeman erwähnt. Die Figur des Sheldon Cooper zieht als Opfer eines Einbruchdiebstahls kurzfristig von Kalifornien nach Bozeman in der Hoffnung, dort sicher leben zu können. Er kehrt jedoch schon nach wenigen Minuten wieder zurück, als er kurz nach seiner Ankunft am Bahnhof von Bozeman bestohlen wurde.
- Im Film Shooter mit Mark Wahlberg wird Bozeman ein Rückzugsort des Protagonisten.
- In dem Film Das Schweigen der Lämmer gesteht die Schlüsselfigur Clarice Starling Hannibal Lecter, in ein Waisenhaus in Bozeman geschickt worden zu sein.
- In der Serie Grey’s Anatomy liegt dort das „Avery Medical Center Bozeman“-Krankenhaus, eine von 43 US-Kliniken der Avery-Stiftung. In der Folge 285 (Staffel 13, Folge 16) spielt ein Großteil in dem Krankenhaus und der Stadt.
- In der US-Serie Prison Break wird der Bruder der Präsidentin durch den Secret Service in Bozeman gefangen gehalten, da dieser offiziell als ermordet gilt. Seine Anwältin kommt jedoch dahinter und muss dies mit dem Leben bezahlen.
- Das weltweit über Jahrzehnte millionenfach verkaufte Werk Zen und die Kunst ein Motorrad zu warten (Originaltitel: Zen and the Art of Motorcycle Maintenance) des US-amerikanischen Autors Robert M. Pirsig aus dem Jahr 1974 machte die Montana State University – Bozeman und Bozeman einem großen Leserkreis bekannt. Pirsigs Alter Ego Phaedrus reflektiert darin unter anderem seine Erinnerungen als Lehrer und Forscher, dessen philosophische Erkenntnisse sich ganz wesentlich seiner Lehrtätigkeit dort verdanken.
- Die Fernsehserie Yellowstone und auch das Prequel 1923 spielen in der Gegend von Bozeman.[7]
- Die ehemalige US-amerikanische Biathletin Kari Swenson wurde in der Nähe von Bozeman, im Big Sky Resort in der Nähe des Ulerys Lake, entführt.

## Städtepartnerschaft
Bozeman hat eine Partnerstadt in der Mongolei: Mörön.

## Söhne und Töchter der Stadt
- Bernard Joseph Topel (1903–1986), römisch-katholischer Geistlicher, Bischof des Bistums Spokane
- Peter Voulkos (1924–2002), Keramiker und Bildhauer
- Dale Jorgenson (1933–2022), Wirtschaftswissenschaftler
- John Bohlinger (* 1936), Politiker
- Paul Renne (1939–1970), Biathlet
- Ryan Zinke (* 1961), US-Innenminister im Kabinett Trump I  (2017–2018)
- Brannon Braga (* 1965), Drehbuchautor und Filmproduzent („Star Trek“)
- Keely Kelleher (* 1984), Skirennläuferin
- Heather McPhie (* 1984), Freestyle-Skierin, Olympiateilnehmerin
- David Sands (* 1984 oder 1985), Pokerspieler